# Генри Лайон Олди
Ге́нри Ла́йон О́лди — псевдоним украинских русскоязычных писателей-фантастов Дмитрия Громова и Олега Ладыженского. Соавторы пишут и в большой, и в малой форме. Литературоведы относят произведения Олди к «новой волне» русскоязычного фэнтези, при этом исследователи рассматривают Олди как авторов не только фэнтези, но и постмодернистской фантасмагории, даже литературной сказки; кроме того, Олди принадлежат и произведения научной фантастики (роман «Ойкумена» и его продолжения). В своих фэнтезийных произведениях Олди, отказываясь от привычных для этого жанра сюжетных схем (в основе произведений многих авторов фэнтези традиционно лежала мифология преимущественно кельтская, германо-скандинавская или артуровский цикл сказаний), обратились к недостаточно представленным на тот момент в фэнтези античным мифам, а также мифологии Индии, Японии, Китая и Ближнего Востока. В результате творческий дуэт Олди занял особую нишу в русскоязычной фантастике, встав в один ряд с представителями «новой волны» англоязычной фантастики — Р. Желязны и М. Муркоком, с которыми их сравнивают.
Художественная проза Г. Л. Олди — один из тех случаев, когда качественная современная фантастика выполняет, кроме развлекательной функции, философско-просветительскую, побуждая читателя задумываться и над глобальными проблемами о смысле бытия и месте человека во вселенной, и над злободневными проблемами (личность и общество, культурная и общественно-политическая ситуация, социальные прогнозы на ближайшее будущее и др.). Несмотря на большое число создаваемых произведений, Олди удаётся сохранить их высокое качество, благодаря чему их творчество не соответствует современному пониманию массовой литературы.
Творчество Олди, разнообразное в жанровом отношении, тяготеет к постмодернизму, характерны интертекстуальность, мифологизм, усложнённость композиции. Жанр, в котором работают Олди, они сами обозначают как «философский боевик». В его основе — «органичное сочетание увлекательного динамичного сюжета с нетривиальными, достаточно глубокими и философскими проработками вторых планов». В рамках этого жанра авторы стремятся показать психологию персонажей в нестандартной обстановке, через действие заставить читателя сопереживать. Как отмечают сами Олди, их учителя на этом поприще — Роджер Желязны, Аркадий и Борис Стругацкие.
Г. Л. Олди получили множество престижных премий в области фантастики. В апреле 2006 года на всеевропейском конвенте фантастики «Еврокон» Олди по результатам голосования национальных делегаций 22 стран были признаны лучшими писателями-фантастами Европы за этот год.
Помимо прозы, хорошо известны стихи и песни Олди. Стихотворения Олега Ладыженского вошли во многие книги дуэта. Кроме того, Г. Л. Олди — в числе литературных критиков в области фантастики. Статьи Олди, публиковавшиеся в журналах «Мир фантастики» и «Если», получили ряд премий в области критики.
Олди — организаторы харьковского международного фестиваля фантастики «Звёздный мост». Создатели творческой мастерской «Второй блин», при участии которой были изданы сотни книг.

## Биография

### Дмитрий Евгеньевич Громов
Родился 30 марта 1963 года в Симферополе. В 1969 году переехал в Севастополь, а в 1974 году переселился в Харьков, где и проживает до настоящего времени. В 1980 году, окончив среднюю школу, поступил в Харьковский политехнический институт, на факультет технологии неорганических веществ. Окончил институт с отличием в 1986 году и поступил на работу в «НИОХИМ»:40 инженером-химиком. В 1988 году поступил в аспирантуру кафедры общей и неорганической химии Харьковского политехнического института. Окончил аспирантуру в 1991 году, но диссертацию решил не защищать, поскольку к тому времени полностью переключился на литературную деятельность.
Женился в 1989 году на Брониславе Тумаркиной, с которой познакомился в театре «Пеликан»:39. Есть сын Сергей 1989 года рождения:7.
Среди увлечений Громова — музыка направления «хард-рок», в частности группа «Deep Purple», о творчестве которой Дмитрий Громов написал и издал монографию. Имеет чёрный пояс по каратэ:4. К увлечениям также относятся историческая реконструкция и исторические ролевые игры. Актёр театра-студии «Пеликан» с послужным списком порядка десятка ролей, из них половина — главных.
Фантастические произведения регулярно пишет с 1976 года. С 1990 года — в соавторстве с Олегом Семёновичем Ладыженским. Сольные произведения Громова — в основном рассказы. Первая сольная публикация — рассказ «Координаты смерти» (журнал «Версия», Харьков, 1991 год):53. В 2004 году была издана рок-опера «Broken circle» на стихи Дмитрия Громова. Опера основана на рассказе Громова «Разорванный круг». Издание диска с оперой было приурочено к выходу сольного сборника повестей и рассказов Дмитрия Громова «Путь проклятых», опубликованного в 2005 году в издательстве «Эксмо»:42.

### Олег Семёнович Ладыженский
Родился 23 марта 1963 года в Харькове. В 1980 году, окончив среднюю школу, поступил в Харьковский государственный институт культуры по специальности «режиссёр театра». В 1984 году окончил институт:37 с отличием:7 и в том же году женился. Есть дочь Марьяна 1985 года рождения:7.
В 1984 году Ладыженский начал работать режиссёром театра-студии «Пеликан». В этом театре он поставил больше пятнадцати спектаклей:7, в том числе по повести «Трудно быть богом» Стругацких и их же пьесе «Жиды города Питера». Получил премию на II Всесоюзном фестивале театральных коллективов в 1987 году.
Ладыженский был членом Международной ассоциации национальных объединений контактного каратэ-до (МАНОКК):7. У него есть чёрный пояс, II дан по годзю-рю. Также он — судья международной категории. С 1992 года — вице-председатель Общества любителей боевых искусств (ОЛБИ). Опыт занятий боевыми искусствами — свыше двадцати лет:7. Тренировал группу ветеранов стиля годзю-рю:30.
Музыкальные пристрастия: джаз, классика, гитарно-лютневая музыка:7.
Пишет фантастику с 1990 года (в соавторстве с Дмитрием Евгеньевичем Громовым). Из сольных литературных произведений Ладыженский пишет в основном стихи и миниатюры:53. Так, в 2007 году в издательстве «Эксмо» вышел сборник стихов Олега Ладыженского «Мост над океаном». У стихотворений, которые пишет Ладыженский, множество исполнителей. Было выпущено несколько аудиоальбомов, включающих в себя песни на стихи Ладыженского:112—113.

### Знакомство, сотрудничество и соавторство
Впервые будущие соавторы встретились в подростковом возрасте в литературной студии Дворца пионеров:22—23. Более близко они познакомились в школе каратэ, а затем в театре-студии «Пеликан»:31, который в юношеском возрасте создал Олег Ладыженский и где он работал режиссёром и актёром:37. Узнав, что Олег Ладыженский — режиссёр театральной студии, Дмитрий Громов принёс ему фантастическую пьесу, где фигурировали инопланетяне и космические корабли:3, называвшуюся «Двое с Земли». Ладыженский отверг пьесу, но Громов начал работать в студии как актёр, временами принося режиссёру другие свои литературные произведения (обычно рассказы), Ладыженский же давал Дмитрию прочесть свои стихи и драматические произведения:52.
В ходе споров и даваемых друг другу объяснений, как нужно и как не нужно работать над текстами, постепенно возникла идея работать в соавторстве:52. Псевдоним «Олди» возник в 1991 году и был сочинён потому, что соавторы опасались, не будут ли две их фамилии рядом плохо запоминаться читателями, и решили взять один псевдоним на двоих, короткий и звучный. Фамилия писателя Олди составлена из двух первых букв имен соавторов: ОЛег и ДИма.
Инициалы соответствуют первым буквам фамилий в алфавитном порядке: Громов, Ладыженский. Полные имена появились после того, как один из издателей в ультимативной форме потребовал указать «полное имя и отчество автора».
Как отмечают сами Олди, «разделение труда» в процессе творчества происходит так:

Сначала долго обговариваем новый роман, потом делим по принципу: «Мне больше хочется писать эту главу!» — «А мне — эту!» Садимся и пишем.
Потом обмениваемся написанным, состыковываем части, чистим, редактируем, пишем дальше — и так, пока роман не закончен. Потом каждый ещё раз проходится по всему тексту, вылавливая «блох». В сумме, кроме собственного написания, иногда получается до дюжины вычиток!

## Творческий путь
13 ноября 1990 года было написано первое совместное произведение — рассказ «Кино до гроба и…», вошедший в цикл «Сказки дедушки-вампира». Впоследствии этот рассказ публиковался много раз — в газетах, журналах, солидных антологиях и др.:52 Первая публикация произведения, написанного в соавторстве, — рассказ «Счастье в письменном виде», опубликованный в 1991 году.
В 1990 году рассказ Олди «Ничей дом» вошёл в десятку лучших рассказов на Международном фестивале фантастики «Зелёная планета», проходившем в Бийске:8.
Ранние циклы рассказов Олди — «Сказки дедушки-вампира» (1990—1992) и «Герой вашего времени» (1991) — представляют собой лёгкий стёб, вполне традиционный и местами похожий на цикл Булычёва о Великом Гусляре.
В 1990-е годы в творчестве Олди происходит качественный скачок — они пишут цикл «Бездна голодных глаз»: по определению рецензента журнала «Мир фантастики» В. Васильевского, «причудливую, безумную и невероятно увлекательную смесь фантастики, исторического романа, стихов, магии и театральных подмостков». Цикл включает в себя, в частности, первую его книгу «Дорога», состоящую из ряда ранних рассказов, романы «Сумерки мира» и «Живущий в последний раз», повесть «Витражи патриархов», роман «Ожидающий на перекрёстках», повести «Страх», «Ваш выход», «Войти в образ», роман «Восставшие из рая».
Произведения цикла объединяет образ Бездны голодных глаз — совокупности потенциальных сущностей, жаждущих воплощения любой ценой. Главные герои вынуждены проходить испытание Бездной — проверку на прочность человеческой личности. Мир Бездны голодных глаз удивителен и причудлив; он представляет собой целую Вселенную, включающую в себя множество галактик и систем, саму Землю в разные периоды её существования, параллельные миры, далёкие планеты. В этой Вселенной пребывают люди смертные и Бессмертные, оборотни Изменчивые и упыри-варки,  Девятикратно живущие и Пустотники, боги, мыслящий Дом, Зверь-книга. Почти у всех этих существ есть собственное оружие, главное и самое мощное из которых — Слово. В цикле «Бездна…» благодаря Слову восходят на престол государи, низвергаются в прах государства и народы.
Циклу «Бездна…» присущи новизна, изящество и мастерское исполнение, при этом — элитарность и обращённость к вдумчивому, эрудированному читателю. «Бездну голодных глаз» можно назвать своего рода экспериментальной лабораторией, где были созданы и опробованы общие приёмы и методы повествования Олди, в дальнейшем использованные в так называемых «мифологических романах», написанных творческим тандемом во второй половине 1990-х годов.
Также в 1990-е годы Ладыженский и Громов работали редакторами в издательстве «Реванш», переводили американских классиков фантастики (Пола Андерсона, Каттнера, Желязны, Азимова), курировали проекты новеллизаций известных голливудских фильмов: «Чужих», «Бэтмена», «Горца» и др.:56 Публиковали сборники серии элитарной фантастики «Перекрёсток», где увидел свет роман Олди «Живущий в последний раз»:58,60. На свои деньги издали собственные произведения в «покетбуках» под заглавиями «Войти в образ» и «Дорога»:61.
Порядка полутора тысяч писем Олди разослали в издательства с предложением своих романов, повестей и рассказов, получая в ответ вежливые отписки, хамство или молчание:62. В первой половине 1990-х годов издательства из художественной литературы публиковали преимущественно книги зарубежных авторов. Первой авторской книги Олди ждали шесть лет:67.
В 1992 году Громов и Ладыженский приняли участие в проходившем в Ялте семинаре знаменитого ВТО МПФ (Всесоюзного творческого общества молодых писателей-фантастов), которым руководил Виталий Пищенко:66.
В середине 1990-х годов Олди начали получать жанровые премии: премию «Великое Кольцо» в 1994 году, внеконкурсные призовые места на Лавкрафтовском конкурсе фантастики в Екатеринбурге в том же году, премии «ФАНКОН» и «СТАРТ» в 1995 году:64—66.
Написанный Олди преимущественно в 1990-е годы цикл мифологических романов, в критической литературе иногда называемый «Люди, боги и я», включает в себя книги «Герой должен быть один», «Путь меча», «Пасынки восьмой заповеди», «Мессия очищает диск», «Дайте им умереть», трилогию «Чёрный Баламут» («Гроза в Безначалье», «Сеть для Миродержцев», «Иди куда хочешь»), «Я возьму сам», «Рубеж», «Одиссей, сын Лаэрта». Немного особняком стоят два произведения, написанные в тот же период, — так называемые «городские» романы: «Нам здесь жить» и «Нопэрапон, или По образу и подобию» (хотя «Нопэрапон» тоже можно отнести к мифологическим романам из-за наличия в нём «японских» глав). Позднее Олди были написаны такие мифологические романы, как «Бык из машины», «Сильные»:22.
Критик В. Васильевский отмечает, что «если запустить по разным странам и эпохам метамира Олди воображаемого путешественника, то его дорога окажется весьма извилистой — как в пространстве, так и во времени. Начнёт он путь в средневековом Кабирском эмирате, расположенном где-то в Средней Азии, затем отправится на запад и на много лет назад, в Древнюю Грецию, повернёт обратно и, переместившись на несколько веков вперёд, доберётся до Китая; потом направится на юг, в Индию, затерявшись при этом в далёком прошлом, и, наконец, вернётся в средневековье, в Восточную, а затем Западную Европу». К «Кабирскому циклу» относятся роман «Путь меча», его сиквел «Дайте им умереть» и приквел «Я возьму сам»; античные мифы переосмысляются в романе «Герой должен быть один» и дилогии «Одиссей, сын Лаэрта» (составляющих «Ахейский цикл»); в «Мессия очищает диск» прекрасно прописан китайский антураж; фэнтези «Чёрный Баламут» написано на индийском материале; европейская серия романов начата произведением «Пасынки восьмой заповеди» (вместе с романом «Маг в законе» составляющим «Воровской цикл»).
Центральной в каждом из мифологических романов Олди является проблема взаимоотношений людей и богов, решаемая каждый раз по-новому, в зависимости от используемого творческим тандемом материала; при этом ключевыми являются распад, разрушение политеистической системы верований, которая уступает место монотеизму, и ожидание прихода Мессии. Олди видят неизбежность замены многобожия единобожием, но неизвестно, считают ли они это благом или нет. Как и во многих других случаях, соавторы поливариативны, предоставляя читателю возможность самому решить, что ему по вкусу. К тому же в нескольких книгах присутствует мысль о том, что боги существуют, пока кто-нибудь из людей их помнит; если есть люди, которые воскуряют благовония, совершают возлияния и приносят жертвы у тех или иных кумиров, то возможно, в этих идолах сохраняется жизнь и они ждут своего времени, готовясь сразиться с Единым.
Не редкость в романах Олди — сюжетный поворот, при котором человек бросает вызов богам и судьбе (как, например, Алкид в «Герой должен быть один», Карна в «Иди куда хочешь», Абу-т-Тайиб аль-Мутанабби в «Я возьму сам»); при этом он почти всегда становится победителем. В этом проявляется гуманистический пафос произведений Олди: соавторы верят в безграничные возможности человека.
В конце 1995, перед началом великого книжного бума 1996 года, к Громову и Ладыженскому обратился представитель фирмы «Полиграфист» из города Барнаул Константин Кайгородцев с предложением опубликовать авторскую книгу Г. Л. Олди, включающую несколько произведений из цикла «Бездна Голодных глаз», и в декабре 1995 года вышла книга под названием «Право на смерть»:68. В 1996 году Громов и Ладыженский продали права на издание романа «Герой должен быть один» одновременно в издательство «АСТ» и в «Полиграфист», затем права на издание романа «Путь меча» — одновременно в московский «Аргус» и в нижегородскую «Параллель»:72. Так началась популярность Олди.
В 1996 году (в январе и марте) книги «Право на смерть» и «Герой должен быть один» заняли четвёртые места в списках московских «фантастических бестселлеров» по рейтингу продаж, как показали данные магазина «Стожары», опубликованные в газете «Книжное обозрение»:73.
В апреле того же года книга «Путь меча» заняла второе место в списке «фантастических бестселлеров», по данным «Книжного обозрения». В июне книга «Витражи Патриархов» заняла в таком же списке пятое место:73.
В 1996 году на петербургском конвенте «Интерпресскон» Олди познакомились с представителем издательства «Эксмо» Леонидом Шкуровичем, который сразу же предложил издать их книгу «Пасынки восьмой заповеди», что стало началом многолетних деловых и дружеских отношений. В течение многих лет книги Олди издавались в «Эксмо» при деятельном участии Шкуровича, и, как правило, все проекты, в которых он участвовал, быстро согласовывались и реализовывались:74—75.
В течение 1996 года у Олди вышло 10 авторских книг — опубликовано было всё, что они написали за шесть лет:76.
По данным «Книжного обозрения» за 7 января 1997 года, Олди оказались на пятом месте в хит-параде популярности русскоязычных писателей-фантастов:75.
Книги Олди и дальше лидировали в списках бестселлеров Москвы. Новые книги публиковались быстро, старые — издавались вновь и допечатывались:76—77.
Роман-дилогия «Нам здесь жить», написанный в соавторстве с Андреем Валентиновым и впервые изданный в 1999 году, — произведение сложное и в какой-то мере рубежное, подводящее итог творчества и Олди, и Валентинова. По жанру роман представляет собой антиутопию — в нём показан «конец света», однако для авторов конец света — не обязательно гибель человечества, он может быть просто концом привычного. «Нам здесь жить» во многом традиционен, соответствует канонам городского фэнтези: действие происходит в условной реальности, в мире, отчасти похожем на наш. Тем не менее за условной реальностью города Харькова (в «Нам здесь жить» названы практически все центральные улицы и достопримечательности города) отчётливо видны, как отмечает литературовед О. Н. Калениченко, реалии конца 1980-х — начала 1990-х годов.
Изданный в том же году роман «Нопэрапон, или По образу и подобию» затрагивает тему писателя и писательского труда. В романе — две сюжетных линии, героями одной из которых являются сами Дмитрий Евгеньевич Громов и Олег Семёнович Ладыженский, а действие происходит в Харькове, герой же второй сюжетной линии — основатель японского театра Дзэами Дабуцу, живший в XV веке. В романе немало искренности, пережитого и прочувствованного.
Двухтомный роман «Рубеж», впервые изданный в 2000 году, написан в соавторстве Олди, Мариной и Сергеем Дяченко и Андреем Валентиновым. Объединение творческих манер совершенно разных авторов привело не к синтезу, а к многоголосью. Сочетаются различные точки зрения, восемь героев воплощают собой не совпадающие взгляды на мир. «Рубеж» — роман-калейдоскоп, где миры, люди, цитаты чередуются и пересекаются, вступают в противоречие друг с другом и приходят к единству. В романе совмещены три плана: традиционная фэнтези, украинский сюжетный план (в гоголевском духе) и каббалистический, и все три начинают проявляться уже в первых эпизодах романа. Связь между этими эпизодами поначалу не очевидна, но она присутствует и начинает проясняться в дальнейшем. В конечном счёте всё объясняется, и фрагменты мозаики образуют собой единственно правильный и единственно возможный узор. Романное многоголосье позволяет каждому из авторов сохранить свою индивидуальность, собственную творческую манеру, при этом стыки сохраняются, но не режут глаз. Столкновение разных писательских манер придаёт книге новое качество.
В романе «Маг в законе», тоже изданном впервые в 2000 году, речь идёт об измельчании искусства, творчества. Искусство со временем стало ремеслом; утеряна фантазия, исчезли поиски нового. Учителя (Маги) передают ученикам знания не путём длительного обучения и совершенствования мастерства, а очень быстро, как бы производя отпечаток с матрицы, и этот отпечаток постепенно становится бледнее и бледнее. Маги — уже не волшебники, не потрясатели основ мироздания, они стали обычными уголовниками: конокрадами, контрабандистами, домушниками. Деятельность этих Магов в законе привлекла к себе внимание правоохранительных органов, и Магам противостоит созданный правительством Особый Облавной Корпус «Варвар», куда зачисляют сотрудников, не восприимчивых к волшебству. «Мага в законе» то причисляют к жанру альтернативной истории, то называют условно-историческим лирико-философским романом, то романом криптоисторико-мистическим.
После нескольких крупных произведений Олди решили сделать перерыв, обратившись к написанию сравнительно меньших произведений. В этот период по-настоящему крупное — только одно произведение: «Богадельня». К небольшим романам, повестям, сборникам новелл относятся «Чужой среди своих», «Ваш выход», «Орден Святого Бестселлера», «Шутиха», «Песни Петера Сьлядека», «Пентакль».
Романом «Богадельня» (впервые издан в 2001 году) начинается цикл, географически связанный с условным герцогством Хёнинг, эпизодически уже упоминавшимся в романе «Маг в законе». В этом герцогстве, кажется, всё наоборот: удел простолюдинов — сражаться оружием, а привилегия знати — биться голыми руками. Беспросветный, мрачный мир. «Богадельня» — текст сложный и многослойный, написанный в традиционной для Олди форме философского боевика.
К жанру юмористической фантастики относятся произведения сборника «Чужой среди своих» (в частности, сама повесть «Чужой среди своих» — космический стёб, забавная юмореска ни о чём), а для сборника «Ваш выход» (включившего в себя повести «Ваш выход, или Шутов хоронят за оградой», «Где твой отец, Адам?», «Давно, усталый раб, замыслил я побег» и несколько новелл из цикла «Песни Петера Сьлядека») характерны светлая печаль, социальный пессимизм и апатия; эта книга — по-готически мрачная и в то же время барочно яркая, тревожащая душу. В большинстве текстов сборника затрагивается проблема Выхода/Ухода, Бегства: выхода на сцену, в астрал, ухода от суеты, с жизненной сцены, от повседневности, бегства от себя и от людей.
Роман «Орден Святого Бестселлера, или Выйти в тираж», впервые изданный в 2002 году, посвящён одной из главных тем творчества Г. Л. Олди: основное идейно-тематическое содержание «Ордена…» — мастерство писателя и ремесленничество, ответственность автора за свои книги, его жизненная, мировоззренческая, творческая позиция. Олди обнажают перед читателем изнанку ремесла фантаста, беспощадно воспроизводят атмосферу околофантастической тусовки, называющейся фэндомом, дают возможность читателю с критической оценкой взглянуть на такое явление, как конвент: показаны механизм раздачи литературных премий, при котором всё решают приятельские отношения; дружеские попойки; выяснения, кто наиболее издаваемый, увешанный премиями из писателей-фантастов.
Роман «Шутиха», впервые изданный в 2003, — о «новорусском» быте, о попытках дочери крупного бизнесмена избавиться от хандры, приобретя шута, — перерастает в философский гротеск. Для языка произведения характерны намеренно усложнённая метафоричность, фонтан словоплетения, крестословицы, словесной игры, цветастых эпитетов, шуток, аллюзий. Чтобы правильно воспринять роман, нужно вчитываться, порой перечитывать одну и ту же фразу несколько раз. Эта усложнённость языка может оттолкнуть массового читателя, открывшего книгу, желая отдохнуть и поразвлечься.
«Песни Петера Сьлядека» — роман в новеллах, впервые опубликованный в 2004 году и входящий вместе с «Богадельней» в «Хёнингский цикл», — не просто двенадцать новелл, которые объединяет фигура повествователя, а единый роман, законченный и цельный. Характерны такие особенности, как сквозные герои, единство и стройность композиции, пространственно-временной организации. Каждая новелла в какой-то мере развивает и дополняет затронутую в предыдущей новелле тему, а в последней новелле обыгрываются все темы и все сюжеты, присутствующие в цикле. Действие книги происходит в средневековье, однако временны́е рамки очень размыты. Времена и эпохи в «Песнях…» перекрещиваются и перекликаются. Не менее широко и пространство действия новелл: Западная и Центральная Европа (Польша, Венгрия, Германия, Голландия), юг (Италия, Греция, Алжир), мусульманские страны (Албания, Турция), даже город-центр Слобожанщины (Харьков). «Песни…» очень богаты аллюзиями и реминисценциями. Объединяет все новеллы образ Петера Сьлядека, странствующего лютниста.
«Шмагия», впервые изданная в 2004 году, — роман в жанре фэнтези с элементами пародии, в котором также есть признаки научной фантастики, историко-мифологического романа и детектива. Действие в «Шмагии» происходит в фэнтезийном мире, где магия имеет статус точной науки: она рассчитывается по точным формулам, её изучают в научно-исследовательских заведениях, ставятся эксперименты, пишутся учебники и монографии, в терминологии используется латынь. Важную научную проблему представляет собой так называемый «слом» — синдром ложной маны. В «Шмагии» затрагивается вопрос о месте графоманов в искусстве. Как быть тому, кто не может стать волшебником, властителем людских дум, но очень хочется? Искренний самообман и отношение общества к тем, кто этот самообман совершает, — существенная и широкая проблема. Остаётся открытым вопрос, какую из двух магий нужно считать подлинной — высокую науку или ту, что дарит душе забвение, погружает её в иллюзию, спасает от серости, обыденной рутины.
Роман в новеллах «Пентакль», впервые в полном объёме изданный в 2005 году, создан в соавторстве Олди, Андреем Валентиновым и Мариной и Сергеем Дяченко и состоит из 30 косвенно связанных друг с другом новелл. Некоторые из новелл написаны по отдельности супругами Дяченко, или Олди, или Валентиновым; некоторые — в «двойном» соавторстве (Олди + Дяченко, Олди + Валентинов, Валентинов + Дяченко); некоторые — всеми пятерыми. При этом соавторы решили не раскрывать авторства отдельных новелл. «Пентакль» — широкомасштабное полотно, действие которого происходит на Украине XX века: от начала «века-волкодава» до его конца. Текст этот можно назвать современным мифологическим романом-циклом или мета-романом. По сути это неомиф, переосмысление гоголевской Украины, какой она предстаёт в «Вечерах на хуторе близ Диканьки» и «Вие», но в преломлении зеркала современности — точнее, зеркала недавнего прошлого. Ведьмы, черти, колдуны, упыри не исчезли, но приспособились к реалиям XX столетия.
Фэнтезийный детектив «Приют героев», впервые изданный в 2006 году, является продолжением «Шмагии». Это лёгкая, увлекательная книга, которую также можно отнести к авантюрно-приключенческому жанру; кроме того, здесь присутствуют элементы любовно-сентиментального романа. Стиль «Приюта героев» облегчён по сравнению со стилем нескольких предшествующих произведений Олди: тяжёлых синтаксических конструкций, метафор и других тропов здесь меньше.
В 2006 году вышел роман Г. Л. Олди и А. Валентинова «Тирмен». Главный герой романа Даниил Архангельский идёт в палачи, становясь тирменом, ради скольких-то лет поверх обычного срока жизни, здоровья, уважения скользких личностей, дорвавшихся до власти, а также ради того, чтобы спасти мир. Тирмен — рука Судьбы, рука Великой Дамы по имени Смерть, держащая огнестрельное оружие. Тирмены — привилегированное сословие, которому и жизни, и здоровья отмерено больше, чем обычным людям. Авторы ставят перед читателем ряд вопросов. Каково это — становиться убийцей одних людей, чтобы спасать жизни других? Способен ли нормальный, приличный человек пойти на убийство ради себя и близких и на что он ради них готов? А ради жизни как таковой?
В 2006—2007 годах был впервые опубликован трёхтомный роман «Ойкумена», первый роман цикла «Ойкумена» Олди. Роман включает в себя книги «Кукольник», «Куколка» и «Кукольных дел мастер» и представляет собой широкомасштабное полотно, которое сами авторы назвали «космической симфонией». В романе «Ойкумена» читателю демонстрируется бескрайняя панорама заселённого космоса, где совершает чрезвычайно сложный путь «кукольник» Лючано Борготта, собирая нити судеб представителей самых разных космических рас. В романе проявилась в полной мере фантазия авторов: технологии далёкого будущего и резкие эволюционные изменения человеческого организма выглядят эффектнее, чем любая магия в фэнтезийных произведениях.
Делая перерывы в работе над первой, второй и третьей книгой романа «Ойкумена», Олди написали две повести: «Захребетник» и «Снулль вампира Реджинальда» — и рассказ «Проклятие» (который примыкает к циклу «Фэнтези», включающему в себя романы «Шмагия», «Приют героев» и некоторые ранее написанные рассказы). Были также созданы несколько рассказов из цикла «Tribute», посвящённые памяти Шекли, Говарда, Желязны, Толкина и его последователей.
Роман «Гарпия», впервые опубликованный в 2008 году, тоже входит в цикл «Фэнтези». В «Гарпии» увлекательный сюжет и виртуозность игры чудесами сочетаются с философичностью и серьёзностью затронутых проблем. Критик В. Васильевский считает роман «Гарпия» самым впечатляющим произведением этого цикла. К затронутым в романе проблемам относится ксенофобия.
В 2009 году вышел роман в трёх книгах «Алюмен», написанный в соавторстве с Валентиновым и сочетающий в себе жанры мягкой НФ, хронооперы и технофэнтези. Роман очень эклектичен и напоминает своей эклектикой огромный пазл, авторы дали волю собственной фантазии: присутствуют нетрадиционные вампиры и неправильные зомби, война тайных сообществ и учёных, битвы научной магии и магической науки (к этим битвам привлекаются «легионеры» из других частей света и мифологий), путешествия по коридору смерти в клоаку будущего и в обратную сторону, а также многое другое.
В 2010-е годы издаются продолжения цикла «Ойкумена» — четыре романа-эпопеи, каждый из которых состоит из трёх книг: к этим романам относятся «Urbi et Orbi, или Городу и Миру», «Дикари Ойкумены», «Побег на рывок» и «Блудный сын, или Ойкумена: двадцать лет спустя». Сюжеты романов, входящих в цикл, увлекательные, присутствует изощрённая интрига, герои романов психологически достоверны, персонажи (в том числе второстепенные, даже эпизодические) хорошо проработаны. В каждом романе читателю показан очередной кусочек Ойкумены, присутствуют новые сложнейшие перипетии, влияющие на общее восприятие всего цикла. В цикле затронуты многие важные вопросы и проблемы: человечность и Человек; его психология и эволюция; разные пути развития человеческого вида; цивилизационный шок; рабство и его тлетворное влияние на психику как раба, так и хозяина; слабость сильного и сила слабого; ответственность и безжалостность; малое зло; большая политика и большая грязь; неограниченность и непознанность Вселенной и множество других существенных вопросов и проблем.
В 2012 и 2021 годах вышли новые романы «Ахейского цикла»: «Внук Персея» и «Золотой лук». Роман «Золотой лук» является приквелом романов «Герой должен быть один» и «Внук Персея», в романе миф о Беллерофонте переосмысляется через историю его происхождения. Этот роман — история о связи героя и чудовища: не о том, что убийца дракона сам становится драконом, а скорее о том, что временами герой и есть дракон.
Роман «Циклоп», изданный в 2012 году, выполнен в стиле, очень близком к тёмному фэнтези. В романе описан мрачный и жестокий мир, где немало несправедливости, унижений и страданий, и персонажи никак не подпадают под понятие «герой». Однако финал романа — оптимистичный, лёгкий, ломающий традицию тёмного фэнтези. Авторами нарушена конструкция мира, где всё плохо, Олди дарят читателю радость и надежду на лучшее, и оказывается, что жанровые «маркеры» не играют особой роди — мысль, которую автор хочет внушить читателю, гораздо важнее.
В 2013 году издан написанный в соавторстве с Валентиновым роман «Крепость души моей». Этот роман, состоящий из трёх повестей, по жанру относится к эсхатологической фантастике, он имеет ярко выраженную связь с Библией и построен на обыгрывании, осовременивании и переосмыслении ветхозаветных и новозаветных мотивов. Так, Артур Чисоев из первой части («Право первородства») — явный намёк на Иова, на Иакова и на Лота, а две следующие повести рассказывают о падении Содома. Авторы дают современную трактовку мифа о Содоме и Гоморре, примерив его на мегаполис XXI века, в котором легко можно узнать родной город фантастов Харьков. Роман изобилует цитатами из Ветхого Завета, используется ряд почерпнутых из него сквозных мотивов.
Действие романа «Шерлок Холмс против марсиан», изданного в 2014 году, происходит в Харькове. В отзывах и рецензиях на книгу упоминается о композиционном своеобразии романа и его связи с такими направлениями, как мэшап и пастиш. Претекстом для «Шерлока Холмса против марсиан» послужила «Война миров» Уэллса, также авторы используют другие тексты из того же временно-культурного пространства: «холмсиану» Конан Дойла, «Портрет Дориана Грея» Уайльда, «Дракулу» Стокера и «Машину времени» Уэллса. Литературовед И. Чёрный отмечает, что к особенностям художественного мира романа относятся обращение авторов к различным художественным кодам (музыке, графике, кинематографу) и широкое внедрение в произведение реминисценций из чужих текстов, свидетельствующее о постмодернистском характере книги.
Роман «Сильные», изданный в 2016 году, написан по мотивам героического якутского эпоса олонхо:22, в том числе сюжета «Ньургуна Боотура Стремительного». Этот роман представляет собой мифологическое технофэнтези, существенно отличающееся от других произведений работ Олди:26: в нём предпринята попытка раскрыть образы мифологии с точки зрения современной науки. «Сильные» — густой и плотный, полный экзотических бытовых деталей текст, насыщенный диковинными именами:26.
Роман «Бык из машины» представляет собой оригинальную трактовку мифологического сюжета о Тесее и Минотавре. Жанр этого романа — соединение технофэнтези, древнегреческого мифа, детектива и стилистики нуара. Действие происходит в не очень далёком условном будущем:27—28. В романе лабиринт, грозное чудовище в нём, а также олимпийские боги становятся порождениями виртуальной реальности. Античный миф в романе служит отправной точкой для авторских философских построений, насыщенных горькой иронией, связанной с основной проблемой произведения: опасностью сращения человека с компьютером и превращения его в придаток машины.
«Свет мой, зеркальце…» — роман в жанре хоррора, книга, нетипичная для авторов своей атмосферой: это мрачный, тягучий, временами очень неприятный роман, изобилующий моментами, когда по коже читателя бегут мурашки и возникает желание занавесить ближайшее зеркало тканью. Юмор в романе также большей частью чёрный, вписывающийся в жанр хоррора:38—39.
Затем последовали романы «Нюансеры» (2019), «Чёрный ход» (2020). В 2020 и 2022 публикуется цикл «Чистая Земля», включающий в себя романы «Карп и дракон» и «Дракон и карп». Оба романа цикла состоят из ряда повестей — добротных классических детективов, для которых характерны хитросплетённая интрига, ложные подозреваемые, возможность проследить за ходом мысли следователя или опередить его, искусная композиция, стилизация и литературная игра.
В 2024 в сети публиковались рассказы и повести цикла «Особенное время». В том же году напечатан роман в новеллах «Чёрная позёмка».

## Особенности творчества

### Общие особенности
Художественная проза Г. Л. Олди — один из тех случаев, когда качественная современная фантастика выполняет, кроме развлекательной функции, философско-просветительскую, побуждая читателя задумываться и над глобальными проблемами о смысле бытия и месте человека во вселенной, и над злободневными проблемами (личность и общество, культурная и общественно-политическая ситуация, социальные прогнозы на ближайшее будущее и др.). Несмотря на большое число создаваемых произведений, Олди удаётся сохранить их высокое качество, благодаря чему их творчество не соответствует современному пониманию массовой литературы. 

### Жанр, метод и направление
Жанр, в котором работают Олди, они сами обозначают как «философский боевик». В его основе — «органичное сочетание увлекательного динамичного сюжета с нетривиальными, достаточно глубокими и философскими проработками вторых планов». В рамках этого жанра авторы стремятся показать психологию персонажей в нестандартной обстановке, через действие заставить читателя сопереживать. Как отмечают сами Олди, их учителя на этом поприще — Роджер Желязны, Аркадий и Борис Стругацкие.
Творческий метод произведений Олди нередко определяют как «мифологический реализм эпохи постмодерна». Такое определение сами авторы считают неточным, поскольку не относят себя к постмодернистам, хотя и используют элементы постмодернизма. Картина мира (хронотоп, природная субстанция, мотивно-образная система, предметные реалии), присутствующая в романах Олди, продолжает традицию классической научной фантастики, но в то же время близка к постмодернистской миромодели, характеризующейся тотальной пространственно-временно́й изменчивостью (порой перерастающей в художественно систематизированный хаос), распадающимися субъектно-объектными связями, участием в картине мира различных игровых моделей, остраняющих созданный образ мира и переводящих его в условную модальность (в частности, в модальность компьютерной вселенной), относительностью философско-этических доминант (порой стремящаяся к тому, чтобы нивелировать их в сознании читателя) и проч. Сюжетно-конфликтные особенности романов Олди тоже соответствуют критериям постмодернистской литературы, для которой характерна тотальная (и в какой-то мере «размытая») интертекстуальность; отсутствие чётко выраженной авторской позиции, или её многовекторность; преобладание игрового модуса; коллажная стилистика и мозаичная композиция; ироническое отчуждение и смысловая амбивалентность фабульной и образной символики.
Романы Г. Л. Олди, относящиеся к числу самых репрезентативных произведений, продолжающих жанровую традицию советской научной фантастики, на нынешнем этапе заимствовали особенности других жанров (фэнтези, детектива, антиутопии, альтернативной истории, оккультно-эзотерической литературы, боевика, философской притчи, магического реализма, русской романтической повести начала XIX века), что приводит к необходимости переосмысления жанровой типологии. В результате того, что авторы работают с разными жанровыми установками, тексты получаются насыщенными разными, порой обладающими противоречащими друг другу жанровыми характеристиками. В результате смешения нескольких жанровых типов появляется трудно определяемый синтетический жанр. Его можно обозначить термином «постнаучная фантастика», ключевыми особенностями которого, согласно М. А. Двораку, являются:
- отсутствие чётко выраженной авторской установки на жанр на уровне замысла;
- синтез художественных особенностей, генетически связанных с категорией фантастического (фантастические допущения, фэнтезийные мотивы, принципы миромоделирования и др.);
- соединение в рамках одного текста различных жанровых элементов (научно-фантастических, фэнтезийных, антиутопических, исторических, детективных, триллерных и др.).

При обозначении жанра произведений Олди также используется термин «центон», отсылающий к одному из популярных жанров периода поздней Римской империи. Дословно «центон» означает одежду, сшитую из лоскутьев, а в переносном смысле — своего рода мозаику, составленную из фрагментов классических поэтических произведений, воспринимаемых одновременно в двух контекстах — старом и новом. Этот жанр, сложный и декоративный, являющийся своего рода шутливой игрой, повлиял на всю последующую литературу, в том числе на постмодернизм с его интертекстуальностью.
Творчество Олди характеризуют также термином, возникшим на украинской почве и потому значимым для понимания творчества писателей, живущих на Украине: «химерная» или «причудливая проза», которой присущи этнографичность, мифопоэтичность и тяготение к историчности.

### Темы, проблемы и сюжетные мотивы
Проблематика творчества Олди очень широкая. Они не сосредоточиваются на одной и той же проблеме, а пишут о том, что непосредственно волнует их и общество, в котором они живут: проблема взаимопонимания людей разных рас, социальных слоёв и доходов; ответственность творческого человека (писателя, поэта, режиссёра, учёного) за своё творчество и изобретения; взаимоотношения между человеком и Богом, вопросы веры и безверия; поиски человеком своего места под солнцем, выбор между правдой и неправдой, добром и злом.
В адрес Олди порой высказываются упрёки в асоциальности. Литературовед Игорь Чёрный не согласен с таким утверждением, отмечая, что проблематика их произведений остросоциальна, даже несмотря на отсутствие резкой критики по отношению к правительству. Как отмечает Чёрный, соавторы затрагивают «вечные темы»: жизнь и смерть, добро и зло, творец и подёнщик, природа власти, творчества, успеха, однако эти темы рассматриваются нередко с позиции современности, нынешнего дня, а не отстранённого наблюдателя, сидящего в башне из слоновой кости.
Центральное место в произведениях Олди занимает герой-созидатель. Все их персонажи, независимо от собственного социального статуса и даже биологического происхождения, творят, а часто и кардинально изменяют мир (актёрское искусство — реальная и могучая сила в романе «Войти в образ»; в романе «Нам здесь жить» писатель превращается во всемогущего демиурга; в романе «Гарпия» созданный человеком его внутренний мир после смерти останется существовать как реальный мир, где будут жить гарпии). Герои Олди — творцы, поскольку они создают государства и поэмы, религии и рок-баллады, философские теории и целые миры.
По мнению литературоведа Марии Юдановой, основная тема каждого мифологического романа Олди — взаимоотношения людей и богов, включая богоборчество (например, «Герой должен быть один») или попытку уйти от судьбы, вернуть собственный мир («Одиссей, сын Лаэрта»). Каждый раз Олди находят новый вариант решения этой проблемы, но общая метатема во всех мифологических романах — постепенное разрушение архаичного общества, распад политеизма и ожидание прихода Мессии.
Критик Виталий Каплан полагает, что Олди «фактически занимаются богоискательством, перебирая различные духовные традиции. Их главная тема — столкновение с иной, высшей реальностью, внутреннее самоопределение по отношению к сверхъестественному, попытка, перейдя грань, сохранить в себе человека. Таковы романы „Одиссей, сын Лаэрта“, „Я возьму сам“, „Пасынки восьмой заповеди“, „Герой должен быть один“».
Критик Дмитрий Володихин отмечает, что романы Олди, несмотря на их подчёркнутую интеллектуальность, содержат безостановочный квест, постоянную «бродилку». Романтизация странничества достигает у Олди своего предела. Как утверждает Д. Володихин, «тут заложена своего рода философская программа: причастность высшим ценностям невозможна без поиска пути и следования ему».
Уже в ранних произведениях Олди (цикл романов и повестей «Бездна Голодных глаз») высказывается идея о необходимости всеобщего взаимопонимания. В этом — принципиальное отличие позиции Олди от позиции авторов бульварной литературы, проповедующей культ силы, превозносящей супергероев, которые побеждают всех и вся и насильно водворяют справедливость. Как отмечает А. Гусев в статье «Между мифом и легендой», в книгах Олди «поверженный враг сам по себе ничего не значит. Победа как таковая не способна подтвердить (или, если уж на то пошло, опровергнуть) верность твоей точки зрения. Тот, кого ты ныне попираешь, тоже был по-своему прав».
В своих произведениях Олди касаются вопросов войны и экстремизма — так, против войны, ведущейся ради войны, выступает Алкид в «Герой должен быть один»; для Одиссея в романе «Одиссей, сын Лаэрта» характерны откровенно пацифистские настроения.
Сквозная для всего творчества Олди тема — ситуация, когда созданный их воображением мир оказывается на грани гибели и его требуется спасать. Это происходит в самые разные эпохи и в самых разных странах: Древняя Индия, Эллада, средневековый Иран и средневековый Китай, — а также в мирах, полностью вымышленных. Всё это — составляющие целой Вселенной, Метамира Олди. По высказыванию Лань Даосина, персонажа романа «Мессия очищает диск», эти составляющие — «ягоды одной виноградной грозди», каждая из которых «достойна собственного мироздания».
Ещё одной особенностью творчества Олди является местный колорит — например, в романах «Нам здесь жить» и «Нопэрапон, или По образу и подобию» действие происходит в Харькове, а в романе «Рубеж» — на Украине, причём старой Украине, вызывающей в памяти произведения Гоголя, Квитки-Основьяненко, Котляревского.

### Композиция
В ранний период творчества Олди часто экспериментируют со структурой текста. Композиция их повестей и романов причудлива, основана на принципах фрагментарности, придающей всей конструкции нервность, динамичность. Проза Олди в этот период вызывает ассоциации с кинематографом: идёт крупный план, потом быстрая смена кадра, потом опять идёт крупный план. Местами эпизод начинается отточием, как будто утеряна часть текста или читатель внезапно вклинивается в поток чужого сознания. Такая мозаичная структура, использованная ещё в цикле «Бездна Голодных глаз», стала значимым элементом поэтики прозы Олди. Однако в текстах «зрелого» периода фрагментарность, монтаж и коллаж сменяются многоголосьем, полифонией. Тем не менее писатели не полностью отказались от опробованного ими в раннем творчестве принципа мозаичности: в «харьковском» цикле («Нам здесь жить», «Нопэрапон») снова присутствуют элементы коллажа — в тексте даются отрывки из газетных статей, сетевых эхоконференций, писем, различных инструкций.

### Язык и стиль
Для языка произведений Олди характерен жёсткий, рваный ритм, который может вызывать ассоциации с поэзией В. Маяковского, В. Хлебникова: сходны динамика, ритмика, чёткая расчленённость фраз и слогов. Часто тексты Олди включают в себя две независимые сюжетные конструкции: повествовательный сюжет (описывающий то, что происходит с героями, события) и — по формулировке Е. Харитонова — «сюжет языка (динамика развития лингвистических единиц)». Олди относятся к числу тех авторов фэнтези, в творчестве которых присутствуют эксперименты по созданию искусственных языков или их фрагментов (как формирование самостоятельно созданных лингвистических единиц, так и использование реально существующих языковых единиц, употреблённых в индивидуально-авторском значении):8—9. В произведениях Олди существенную роль играют также мифонимы и теонимы, фразеологизмы и паремии, интертекстуальные вкрапления:8.

### Цитирование, реминисценции и мифология
Характерны для произведений Г. Л. Олди часто встречающееся скрытое и явное цитирование, ассоциации и реминисценции, постановка своих произведений в общелитературный контекст. Цель этого — не столько показать образованность, глубокую эрудицию авторов, сколько чётко обозначить русло литературных традиций, в котором работают авторы. Когда в тексте, например, идёт речь о вампирах («Живущий в последний раз»), то присутствуют реминисценции из соответствующих произведений мировой литературы; когда действие происходит на средневековом Востоке («Я возьму сам», «Мессия очищает диск», «Нопэрапон»), присутствуют цитаты из арабской, китайской или японской поэзии, и др.
Олди экспериментируют с различными мифологиями: греческими мифами («Герой должен быть один», «Одиссей, сын Лаэрта»), китайскими («Мессия очищает диск»), японскими («Нопэрапон»), индийскими («Чёрный Баламут»), исламской и индоиранской традицией («Я возьму сам»). Уже в 1990-е годы Олди занялись поиском новых фольклорно-литературных источников фэнтези и первыми в русской литературе расширили границы художественного времени, присущего фэнтези, за счёт творческой переработки сюжетов и персонажей индийской, а затем и греческой мифологии:8. Олди неоднократно подчёркивали, что при работе над романами стремятся «…пользоваться, по возможности, заслуживающими доверия источниками. В идеале — серьёзными академическими изданиями». Олди не только тщательно работают с источниками, подробно описывая быт, нравы и поверья древних ахейцев, китайцев или японцев, но и стараются воспроизводить мифологические реалии максимально правдоподобно, даже правдиво, отсюда и использование в отношении их творчества термина «мифологический реализм».
Авторы нередко ориентируются в своих текстах на культуру Востока, в чём сходны с другими современными фантастами: В. Рыбаковым, В. Пелевиным, О. Дивовым. Причинами этого, по-видимому, являются не только экзотичность данной культуры для русского читателя, но и большое разнообразие и глубина философских, культурных и религиозных парадигм восточных народов, позволяющие создавать интересные и запоминающиеся произведения на тему, не наскучившую российскому читателю.
Творчество Олди начиналось с миро- и мифотворчества — создавался цельный мир, Мир Бездны Голодных глаз; второй этап творчества Олди был периодом реконструкции и переосмысления мифов — научившись создавать собственные миры, Олди пожелали понять, как устроены другие мифологии — греческая, китайская, индийская; затем Олди обратились к современности: как «Нам здесь жить», так и «Рубеж» — романы о повседневной жизни на краю бездны, о той тонкой грани, которая отделяет нас всех от Апокалипсиса.

### Экспериментирование
Каждый новый роман Олди — смелый и очень рискованный эксперимент, вызов косности, ложной традиционности, предубеждениям, и потому каждую новую книгу Олди фэны принимают в штыки, ставя ей в пример предыдущие книги, которые якобы намного лучше новой:80—82. В связи с этим Олди заявляют:82:

Мы меняемся. С каждым днём. Мы хотим пробовать, ошибаться, находить, делать и видеть, что это получается, а это — нет, и надо пробовать заново. Тогда мы чувствуем, что живём. Мы хотим всякий раз начинать заново, а не «доить тему». Да, прекрасно знаем, что у «Пути Меча-2» исходный тираж будет много выше любой новой, неожиданной книги — хотя бы потому, что сейчас время сериалов.
Не загоняйте нас дважды и трижды в одну и ту же реку. Даже из самых лучших побуждений — не надо. Вечное Вчера — не самое лучшее место для жизни.

## Популярность и влияние
Книги Г. Л. Олди неоднократно оказывались в верхних строчках рейтингов продаж как фантастики, так и литературы в целом. Сами писатели входили в десятку наиболее известных писателей-фантастов России и Украины. Романы и рассказы Олди переводились на французский, испанский, польский, венгерский, эстонский, литовский, украинский, чешский, английский языки:2. Суммарный тираж произведений Олди составляет миллионы экземпляров.
Олди получили множество престижных премий в области фантастики, в том числе «Фанкон», «Старт», премию КЛФ Израиля им. Моше Даяна, «Лунный меч», «Большой Зилант», «Золотой кадуцей», «Баст», «Серебряный Роскон», «Золотой Роскон», «Бронзовый Роскон», «Портал», почётные золотые медали монастыря Шао-Линь (Китай) и Российской федерации ушу, «Золотой Феникс», премию от мэрии города Харькова «За лучшее изображение города Харькова в фантастической литературе», «Сигму-Ф», премии «Лучшая отечественная фантастика 2007 года» (по итогам года, подведенным журналом «Мир фантастики»), «Лучший фантастический роман» (итоги года «Мира фантастики»), «Астрея», медаль Н. В. Гоголя от Союза писателей России, «Герой фэндома» от фестиваля фантастики «Созвездие Аю-Даг», премию «Созвездие Большой Медведицы», Национальную премию Украины по фантастике, знак отличия «Золотий письменник України», премию «Лучшая отечественная фантастика 2015 года» (по итогам года журнала «Мир фантастики»), профессиональную литературную премию критиков-фантастоведов «Филигрань»:10—12. В апреле 2006 года на всеевропейском конвенте фантастики «Еврокон» Олди по результатам голосования национальных делегаций 22 стран были признаны лучшими писателями-фантастами Европы за этот год. Рассказ «Неизвестный художник», переведённый на английский язык Алексом Шварцманом, был номинирован на премию BSFA (Британской ассоциации научной фантастики):4.
Произведения Олди не раз читались и инсценировались на радио. Помимо обычных печатных публикаций, они издавались в электронных вариантах на компакт-дисках. Спектакли по пьесе Олди «Вторые руки» шли в театрах Украины, России и Белоруссии, собирая полные залы. В серии «Театр Г. Л. Олди» вышло несколько музыкальных компакт-дисков с песнями на стихи, использовавшиеся в романах творческого дуэта: «Я обещаю вам сады…», «Баллада двойников», «Баллада судьбы». В эти аудиодиски включены свыше шестидесяти песен в исполнении бардов и музыкантов из России, с Украины, из США, Канады и др.; часть песен исполнена самим Олегом Ладыженским:7.
По романам «Сумерки мира» и «Живущий в последний раз» организовывались ролевые игры под Харьковом и Санкт-Петербургом. Это первые два случая, когда ролевые игры в русскоязычном культурном пространстве проводились по произведениям русскоязычных авторов — ранее они основывались лишь на произведениях Толкина или на чисто историческом материале:8. При разработке компьютерной игры «Троянская война» основой послужили романы Олди «Одиссей, сын Лаэрта» и Валентинова «Диомед, сын Тидея»:40.

## Деятельность в фэндоме
Многим из начинающих писателей Олди помогли встать на ноги, начать публиковаться. В 1991 году Громов и Ладыженский создали творческую мастерскую «Второй блин» — неформальное объединение:7, активно занимающееся менеджментом фантастики, включая в себя писателей, редакторов, переводчиков, художников, специалистов по компьютерной технике и макетированию книг, полиграфистов. С 1991 по 2006 год при участии этой творческой мастерской вышло более 400 книг (главным образом фантастики). Творческая мастерская «Второй блин» продолжает действовать и позднее:7.
С 1996 по 2005 год Громов и Ладыженский входили в состав номинационной комиссии литературных премий конвента «Интерпресскон» и премии «Бронзовая улитка», в 1997 году они стали членами жюри литературной премии «Старт». В 1999 году начал проводиться харьковский международный фестиваль фантастики «Звёздный мост», в числе организаторов и членов оргкомитета которого были Олди. Также они входили в жюри премии «Аэлита» и приза имени И. А. Ефремова.
В 2009 году Олди и Андрей Валентинов начали вести в Партените так называемый «романный семинар» — больше всего похожий на мастер-класс: своё мнение о разбираемых романах высказывали, кроме ведущих, также участники и вольнослушатели. На семинаре работали две группы: одну вели Олди, другую — Валентинов; ведущие заранее получали, читали и рецензировали тексты фантастических романов, прошедшие отбор:176—177.

## Список литературных произведений

### Цикл «Бездна голодных глаз»
- 1991 «Витражи Патриархов»
- 1991 «Войти в образ»
- 1991 «Страх»
- 1991 «Живущий в последний раз»
- 1992 «Дорога»
- 1992 «Сумерки мира»
- 1993 «Ожидающий на Перекрестках»
- 1993 «Восставшие из рая»
- 2001 «Ваш выход, или Шутов хоронят за оградой»

Рассказы «Восьмой круг подземки» (1990), «Монстр» (1990), «Тигр» (1990), «Ничей дом» (1990), «Пять минут взаймы» (1991), «Реквием по мечте» (1991), «Мастер» (1991), «Скидка на талант» (1991), «Смех Диониса» (1991), «Последний» (1991), «Разорванный круг» (1991), «Аннабель-Ли» (1991) сначала издавались по отдельности, затем вошли в состав цикла «Бездна голодных глаз» (некоторые из них вошли как вставные главы в текст «Дороги», другие — как вставные главы в роман «Войти в образ»).
Книги по хронологии событий:
- 1992 «Дорога»
- 1992 «Сумерки мира»
- 1991 «Живущий в последний раз»
- 1991 «Страх»
- 1993 «Ожидающий на Перекрестках»
- 1991 «Витражи Патриархов»
- 1991 «Войти в образ»
- 2001 «Ваш выход, или Шутов хоронят за оградой»
- 1993 «Восставшие из рая»

### Кабирский цикл
- 1998 «Я возьму сам»
- 1994 «Путь меча»
- 1996 «Дайте им умереть»

### Ахейский цикл
- 1996 «Герой должен быть один»
- «Одиссей, сын Лаэрта» (в 2 книгах)
  - 2000 «Человек Номоса»
  - 2001 «Человек Космоса»
- 2011 «Она и её мужчины»
- «Внук Персея» (в 2 книгах)
  - 2011 «Мой дедушка — Истребитель»
  - 2012 «Сын хромого Алкея»
- «Золотой лук» (в 2 книгах)
  - 2021 «Если герой приходит»
  - 2021 «Всё бывает»

### Воровской цикл
- 1996 Роман «Пасынки Восьмой Заповеди»
- 1999 «Маг в законе» (в 2 томах)

### Украинский цикл
- 1999 Роман «Рубеж» (в соавторстве с Андреем Валентиновым, Мариной и Сергеем Дяченко)
- 2004 Цикл рассказов «Пентакль» (в соавторстве с Андреем Валентиновым, Мариной и Сергеем Дяченко)

### Хёнингский цикл
- 2001 «Богадельня»
- 2003 «Песни Петера Сьлядека»

### Цикл «Фэнтези» («Чистая фэнтези»)
- 2004 «Шмагия»
- 2006 «Приют героев»
- 2007 «Три повести о чудесах»
- 2008 «Гарпия»
- 2004—2008 Цикл рассказов «Рассказы очевидцев, или Архив Надзора Семерых»
- 2022 сборник «Спасатели» (составители и авторы одноимённого рассказа, а также рассказа «Хоанга»)[46]

### Цикл «Влад Снегирь»
- 2005 Роман «Орден Святого Бестселлера, или Выйти в тираж»
- 2014 Роман «Шерлок Холмс против марсиан»

### Цикл «Ойкумена»
- «Ойкумена» (в 3 книгах)
  - 2006 «Кукольник»
  - 2007 «Куколка»
  - 2007 «Кукольных дел мастер»
- «Urbi et orbi, или Городу и миру» (в 3 книгах)
  - 2010 «Дитя Ойкумены»
  - 2010 «Королева Ойкумены»
  - 2011 «Изгнанница Ойкумены»[47]
- «Дикари Ойкумены» (в 3 книгах)
  - 2013 «Волчонок»
  - 2014 «Волк»
  - 2014 «Вожак»
- «Побег на рывок» (в 3 книгах)
  - 2014 «Клинки Ойкумены»
  - 2015 «Призраки Ойкумены»
  - 2015 «Ангелы Ойкумены»
- «Блудный сын, или Ойкумена: двадцать лет спустя» (в 3 книгах)
  - 2018 «Отщепенец»
  - 2018 «Беглец»
  - 2019 «Сын Ветра»

### Чистая Земля
- 2019 Роман «Карп и дракон. Книга 1. Повести о карме»
- 2020 Роман «Карп и дракон. Книга 2. Рассказы ночной стражи»
- 2022 Роман «Дракон и карп. Книга 1. Кукла-талисман»
- 2022 Роман «Дракон и карп. Книга 2. Сто страшных историй»

### Другие произведения
- 1991 Цикл рассказов «Герой вашего времени»
- 1996 Роман «Мессия очищает диск»
- 1997 Роман-трилогия «Чёрный Баламут» (в 3 книгах)
  - Гроза в Безначалье (1997)
  - Сеть для миродержцев (1998)
  - Иди куда хочешь (1998)
- 1998 Роман «Нопэрапон, или По образу и подобию»
- 1998 Роман «Нам здесь жить» (в соавторстве с Андреем Валентиновым; в 2 книгах)
  - Армагеддон был вчера
  - Кровь пьют руками
- 2003 Роман «Шутиха»
- 2005 Пьеса «Вторые руки»
- 2006 Роман «Тирмен» (в соавторстве с Андреем Валентиновым)
- 2008 Публицистика «Фанты для фэна»
- 2008—2009 Роман «Алюмен» (в соавторстве с Андреем Валентиновым; в 3 книгах)
  - Механизм Времени (2008)
  - Механизм Пространства (2009)
  - Механизм Жизни (2009)
- 2009 Роман «Золотарь, или Просите, и дано будет»
- 2010 Сборник рассказов «Смех дракона»
- 2012 Роман «Циклоп» (в 2 книгах)
- 2013 Роман «Крепость души моей» (в соавторстве с Андреем Валентиновым)
- 2013 Повесть «Право первородства» (в соавторстве с Андреем Валентиновым)
- Повесть «Путь Проклятых»
- «Чужой среди своих»
- «Где твой отец, Адам?»
- 2015 Пьеса «Колесницы Судьбы»
- 2016 Роман «Сильные» в двух книгах
  - книга первая: «Пленник железной горы»
  - книга вторая: «Черное сердце»
- 2017 Роман «Свет мой, зеркальце…»
- 2017 Роман «Бык из машины»
- 2019 Роман «Нюансеры»
- 2020 Роман «Чёрный ход»
- 2022 Повесть «Идущие за мной»
- 2024 Роман «Чёрная позёмка»

## Награды и премии
Писатели неоднократно отмечались премиями:
- Фанкон, 1995 // Малая форма —> Мастер (1993)
- Интерпресскон, 1996 // 3-е место —> Ожидающий на Перекрёстках (1993)[7]:75
- Премия КЛФ Израиля им. Моше Даяна «За синтез борьбы и искусства в фантастической литературе», 1997[7]:77
- Премия Союза писателей Приднестровской Молдавской Республики, 1997 // Герой должен быть один[7]:77
- Премия Ассоциации русскоязычных писателей Израиля, 1997 // Мессия очищает диск[7]:77
- Мечи, 1997 // Лунный Меч —> Пасынки восьмой заповеди (1996)
- Звёздный мост, 1999 // «Мастер Фэн-до». 3-е место («Черный пояс 1-го дана») —> Мессия очищает диск (1997)
- Зиланткон, 1999 // Большой Зилант —> Путь меча (1996)
- Звёздный мост, 2000 // Лучший роман. 1-е место —> Рубеж (1999)
- РосКон, 2001 // Роман. 3-е место («Бронзовый РОСКОН») —> Одиссей, сын Лаэрта (2001)[49]
- Портал, 2004 // Специальные премии и дипломы
- Сигма-Ф, 2005 // Крупная форма, романы —> Песни Петера Сьлядека (2004)
- Звёздный мост, 2005 // Критика, публицистика и литературоведение. 1-е место —> Десять искушений юного публиканта (2005)
- Портал, 2005 // Средняя и малая форма —> Аз воздам (2004)
- Звёздный мост, 2005 // Лучший цикл, сериал и роман с продолжением. 1-е место («Золотой Кадуцей») —> Пентакль (2005)
- Мир фантастики, Итоги 2005 // Лучший отечественный мистический роман —> Пентакль (2005)
- Портал, 2006 // Критика, литературоведение, эссе —> Десять искушений юного публиканта (2005)
- EuroCon (ESFS Awards), 2006 // Hall of Fame. Best Author / Зал славы. Лучший писатель[50][51] (по итогам голосования национальных делегаций 22 стран[6])
- РосКон, 2006 // Фантастиковедение. 1-е место («Золотой РОСКОН») —> Десять искушений юного публиканта (2005)
- РосКон, 2006 // Роман. 2-е место («Серебряный РОСКОН») —> Пентакль (2005)[52]
- Басткон, 2006 // Премия «Баст». 2-е место —> Пентакль (2005)
- РосКон, 2007 // Фантастиковедение. 2-е место («Серебряный РОСКОН») —> Вечные песни о главном, или Фанты для фэна (2006)[53]
- Сильверкон, 2008 // Лучший фантастический герой года —> Лючано Борготта, персонаж романа «Ойкумена» (2006)[7]:105
- Портал, 2008 // Критика, литературоведение, эссе —> О бедном романе замолвите слово (2007)
- Портал, 2008 // Крупная форма —> Ойкумена (2006)
- РосКон, 2008 // Фантастиковедение. 2-е место («Серебряный РОСКОН») —> О бедном романе замолвите слово (2007)[54]
- Мир фантастики, Итоги 2007 // Лучшая отечественная фантастика —> Ойкумена (2006)
- Серебряная стрела, 2007 // Лучший главный герой —> Ойкумена (2006)
- Сигма-Ф, 2009 // Крупная форма, романы —> Гарпия (2008)
- Астрея, 2009 // Роман —> Гарпия (2008)
- РосКон, 2009 // Фантастиковедение. 2-е место («Серебряный РОСКОН») —> Допустим, ты — пришелец жукоглазый… (2008)[55]
- РосКон, 2009 // Роман. 2-е место («Серебряный РОСКОН») —> Гарпия (2008)
- Мир фантастики, Итоги 2009 // Сюрприз года —> Алюмен (2009)
- Басткон, 2010 // Премия «Баст». 2-е место —> Алюмен (2009)
- РосКон, 2010 // Фантастиковедение. 1-е место («Золотой РОСКОН») —> Десять искушений матерого публиканта (2009)[56]
- РосКон, 2010 // Роман. 3-е место («Бронзовый РОСКОН») —> Алюмен (2009)
- Серебряная стрела, 2010 // Со-творение (лучшее соавторство) —> Алюмен (2009)
- Бронзовый Икар, 2010 // Лучшее художественное произведение —> Алюмен (2009)
- РосКон, 2011 // Фантастиковедение. 1-е место («Золотой РОСКОН») —> Достоверность, как её нет…[7]:119
- Интерпресскон, 2011 // Малая форма —> Смех дракона[7]:119
- Аэлита, 2011 // Гран-при («За выдающуюся творческую деятельность и большой вклад в развитие русскоязычной фантастики»)[7]:119
- Сильверкон, 2011 // Лучший главный герой —> Образ Регины ван Фрассен (роман «Urbi et Оrbi, или Городу и Миру», 2011)[7]:119
- Звёздный мост, 2011 // Медаль Н. В. Гоголя[7]:119
- Созвездие Аю-Даг, 2011 // Герой фэндома —> За проведение ежегодного Партенитского романного семинара[7]:119
- Созвездие Аю-Даг, 2011 // Циклы, сериалы и романы с продолжениями —> Urbi et Оrbi, или Городу и Миру (2011)[7]:119—120
- Созвездие Аю-Даг, 2011 // Гран-при (премия «Созвездие Большой Медведицы») —> Urbi et Оrbi, или Городу и Миру (2011)[7]:120
- РосКон, 2012 // Роман. 1-е место («Золотой РОСКОН») —> Urbi et Оrbi, или Городу и Миру (2011)[57]
- РосКон, 2012 // Критика, литературоведение, история фантастики. 1-е место («Золотой РОСКОН») —> «Я б в Стругацкие пошел — пусть меня научат»
- РосКон, 2012 // Критика, литературоведение, история фантастики. 3-е место («Бронзовый РОСКОН») —> «Сценичность персонажа, или Как оживить образ»
- Интерпресскон, 2012 // Петраэдр, номинация «Рассказ года» —> Хоанга[7]:120
- Созвездие Аю-Даг, 2012 // Гран-при (премия «Созвездие Большой Медведицы») —> Внук Персея[7]:120
- РосКон, 2013 // Критика, литературоведение, история фантастики. 2-е место («Серебряный РОСКОН») —> «Литературная палитра, или Страна советов от Олдей»[58]
- Мир фантастики, Итоги 2013 // Книги — Лучшая отечественная фантастика —> Крепость души моей (2013)
- РосКон, 2014 // Роман. 1-е место («Золотой РОСКОН») —> Циклоп (2013)[59]
- РосКон, 2014 // Критика, литературоведение, история фантастики. 1-е место («Золотой РОСКОН») —> «Многоликая фантастика, или разговоры в студии»
- Мир фантастики, Итоги 2015 // Книги — Лучшая отечественная фантастика —> Побег на рывок (2015)
- РосКон, 2016 // Роман. 1-е место («Золотой РОСКОН») —> Побег на рывок (2015)
- Интерпресскон, 2016 // Крупная форма (роман) → Побег на рывок (2015)
- Филигрань, 2017 // Большая Филигрань → Сильные (2016)
- Премия Петербургской фантастической ассамблеи, 2018 // с формулировкой «За просвещение»
- «Итоги года» от журнала «Мир фантастики», Итоги 2017 // Книги — Лучшая отечественная книга → Свет мой, зеркальце… (2017)
- РосКон, 2018 // Фантастиковедение → Четыре всадника апокалипсиса. Кризис фантастического книгоиздания (2017)
- Интерпресскон, 2021 // Крупная форма (роман) → Блудный сын, или Ойкумена: двадцать лет спустя (2019)
- Книга года по версии Фантлаба / FantLab’s book of the year award, 2020 // Лучший роман / авторский сборник отечественного автора → Карп и дракон (2020)